# Robert Thalén
Tobias Robert Thalén (28 décembre 1827 - 27 juillet 1905) est un physicien suédois. Il reçoit la médaille Rumford en 1884 pour ses recherches spectroscopiques. Il est un expert du magnétisme terrestre et de l'analyse du spectre. Il donne son nom au minéral cristallin Thalénite.
Il travaille en étroite collaboration avec Anders Jonas Ångström. Ensemble, ils mesurent et enregistrent les raies spectrales de nombreux éléments et créent la science de l'analyse spectrale.

## Biographie
Il est né à Koping le 28 décembre 1827.
En 1849, il entreprend des études à l'Université d'Uppsala. Il obtient un doctorat en physique (DPh) en 1854. En 1856, il commence à enseigner l'astronomie. Après quelques bourses de voyage dans des observatoires en Angleterre, en France et en Allemagne, il est promu professeur adjoint en 1861. En 1869/1870, il est professeur de physique à l'école technique de Stockholm. En 1873, il retourne à Uppsala comme professeur de mécanique et en 1874, il y devient professeur de physique, remplaçant Angstrom. Au cours de cette période, il reçoit de nombreuses critiques pour avoir favorisé le fils d'Angstrom, Knut, en tant qu'élève vedette.
En 1886, il est élu membre honoraire de la Royal Society of Edinburgh.
Il prend sa retraite en 1896 et meurt à Uppsala le 27 juillet 1905.